# Pro Cycling Manager
Pro Cycling Manager is een computerspelserie over het leiden van een wielerploeg. Ook kan een speler een eigen renner besturen.

## Beschrijving
De spellen worden ontwikkeld door Cyanide. In 2001 werd de eerste versie uitgebracht onder de naam Cycling Manager. Elk jaar komt er een nieuwe versie van het spel en in juni 2005 werd de naam veranderd in Pro Cycling Manager. Eerst was Pro Cycling Manager alleen te spelen op de pc, maar in september 2007 werd er een PSP-versie uitgebracht. Dit is ook gedaan voor de nieuwere versie, Pro Cycling Manager 2008.
De speler speelt het spel als manager van een wielerploeg. De wedstrijden worden gereden in 3D of kunnen gesimuleerd worden en de speler kan zijn renners vertellen wat zij moeten doen om de race te winnen. Ook is het mogelijk om eigen races en renners te creëren via verschillende editors die bijgevoegd zijn aan het spel. Sinds Pro Cycling Manager 2015 zit er ook een Pro Cyclist-modus in de spellen. Daarmee kan de speler zijn of haar eigen renner creëren en besturen tot het een wereldster is.

## Versies

### Pro Cycling Manager 2007
Op 20 juni 2007 verscheen Pro Cycling Manager 2007, de opvolger van Pro Cycling Manager 2006. Er zijn meer dan 1500 renners, 180 rondes en 520 etappes beschikbaar. In deze versie werd de 'vorm van de dag' geïntroduceerd.
Het doel van het spel is om manager te worden van een van de zestig topploegen in het spel en deze ploeg doorheen de wielerseizoenen te helpen en zo veel mogelijk overwinningen te behalen. Het is onder andere mogelijk om jonge toprenners in wording te scouten, zelf trainingsschema's samen te stellen en men kan zelf bepalen aan welke wedstrijden de speler deelneemt.

#### Teams
In totaal zijn er 61 teams in het spel, bestaande uit twintig ProTour-ploegen en 41 continentale teams. Verder zijn er ook nog nationale ploegen voor de Wereldkampioenschappen. Achttien van de twintig ProTour-ploegen gaven hun toestemming om de licentie te gebruiken die nodig is voor een naamgeving van de renners en de ploeg die overeenstemt met de werkelijkheid. Alleen Astana en Unibet hebben andere namen (Kazakstana en Unibotte.com). De 41 continentale teams hebben meestal namen die iets veranderd zijn en hetzelfde geldt voor de renners van deze ploegen (bijvoorbeeld Alexandre Venokourov in plaats van Vinokoerov).

##### Renners
De database van Pro Cycling Manager bestaat uit meer dan 1.500 renners. Naarmate hun carrière vordert en de renners ouder worden, ontwikkelen zij zich ook. Zo kan de speler jonge talenten vastleggen en grote sterren van hen maken. Wanneer renners de leeftijd van 37 tot 40 jaar bereiken, gaan ze definitief met pensioen.

##### Wedstrijden
In het spel kunnen alle wedstrijden uit de ProTour gereden worden. Nagenoeg elke internationale wedstrijd is speelbaar.

### Pro Cycling Manager 2008
In Pro Cycling Manager 2008 werd het spel onder andere uitgebreid met een nieuw onderdeel: baanwielrennen. De speler kan drie onderdelen spelen: Keirin, Sprint en de Afvalrace. Het spel bevat ruim 180 wedstrijden (allemaal in 3D), 65 ploegen en meer dan 1600 renners. Ook kan het online worden gespeeld met ruim 20 spelers. Pro Cycling Manager 2008 heeft veel nieuwe features te bieden. Zo is bijvoorbeeld het scoutingsysteem veranderd (er is nu een beloftenkalender met wedstrijden voor beloften) en zijn de graphics verbeterd.

### Pro Cycling Manager 2009
In de editie van 2009 werden de graphics geüpdatet. Ook zijn er nu meer mogelijkheden bij het baanwielrennen, de speler kan nu uit meerdere onderdelen kiezen. Ook de database-editor, het programma dat bij Pro Cycling Manager geïnstalleerd wordt, is gebruiksvriendelijker geworden, zo kan de gebruiker nu makkelijker een eigen team of een eigen renner maken. Ook het maken van een eigen ronde is hier nu mogelijk. De gebruiker kan ook een eigen ronde of race ontwerpen en zijn of haar eigen renners kiezen.

### Pro Cycling Manager 2010
Voor Pro Cycling Manager 2010 werd de grafische engine vernieuwd. De menu's en knoppen zijn compleet anders geworden en het is mogelijk een eigen koers te maken met de rittenmaker. Ook maakt de seizoensmodus zijn intrede. In deze modus hoeft de speler zich niet te bemoeien met de financiën van de ploeg en heeft een rol als ploegleider. Verder is er nu een optie om uitgebreid wedstrijden te simuleren.

### Pro Cycling Manager 2011
In deze versie heeft men de renners totaal veranderd, hierdoor werden de renners meer realistisch. Ook een nieuwe Lay-Out zorgde voor een Frisse wind in de game.

### Pro Cycling Manager 2012
Deze versie van Pro Cycling Manager is eigenlijk niet veel verschillend met de vorige versies. Een nieuwe invoeging was echter wel de armadamodus waarin spelers een eigen dreamteam kunnen samenstellen door koersen te winnen en geld te verdienen. Ook kwam de categorie 'Continental Tour' erbij.

### Pro Cycling Manager 2013
Ook deze versie is niet veel veranderd vergeleken met Pro Cycling Manager 2012. Er zijn enkele objecten toegevoegd en de Stage Editor is hier en daar wat aangepast. Ook is de armadamodus verbeterd.

### Pro Cycling Manager 2014
Weer niet veel wijzigingen. Er zijn objecten toegevoegd, zoals Londen en enkele andere typisch Engelse gebouwen en huizen. De ontwikkeling van materiaal is ook ingevoerd, hier kan je nieuwe fietsen en wielen laten ontwikkelen voor je team. De multiplayermodus is weer wat verbeterd. De Lay-Out is ook wat veranderd.

### Pro Cycling Manager 2015
In tegenstelling tot de voorgaande versies, is deze flink verbeterd en vernieuwd. Zo is er een nieuwe modus toegevoegd, de zogenaamde Pro Cyclist-modus. Daarmee kan de speler één renner leiden tot de wereldtop en moet hij of zij zelf de trainingsschema's maken. Ook kan je met die renner beloftenkoersen rijden om zo beter te worden. Bij de carrière-modus kan je als manager ook een beloftenteam maken. Met dat team kan je zelf geen wedstrijden rijden, maar je kan wel hun resultaten opvolgen en later een profcontract geven aan een van die beloften. Ook is er hier en daar een kleine aanpassing gedaan, en de lay-out is volledig vernieuwd.

### Pro Cycling Manager 2016
Bij deze versie is er niet veel veranderd, de Pro Cyclist modus is wat verbeterd en er is een nieuwe lay-out gekomen voor 3D - Wedstrijden. Een nieuwe toevoeging is 'dagvorm'.Ook heeft men Multiplayer  veranderd. Het spel werkt nu met Steam, hierbij krijgt de speler de mogelijkheid om met de Steam - Workshop databases makkelijker te downloaden.

### Pro Cycling Manager 2017
Bij deze versie is het mogelijk om het team op te stellen om waaiers te maken, de AI is opnieuw verbeterd. Ook heeft men de Physics - Engine onder handen genomen. In de Carrière modus heeft de ontwikkelaar de topvorm bijgevoegd, hiermee kan de speler kiezen bij welke wedstrijden een renner in zijn beste vorm kan zijn. Bij de Pro-Cyclist modus is er een progressiesysteem toegevoegd waarmee zelfstandig doelen in zijn te stellen. Bij de Multiplayermodus  bestaat nu de mogelijkheid om in een Clan te gaan of om er zelfstandig een op te richten.